# Анатолийский неолит

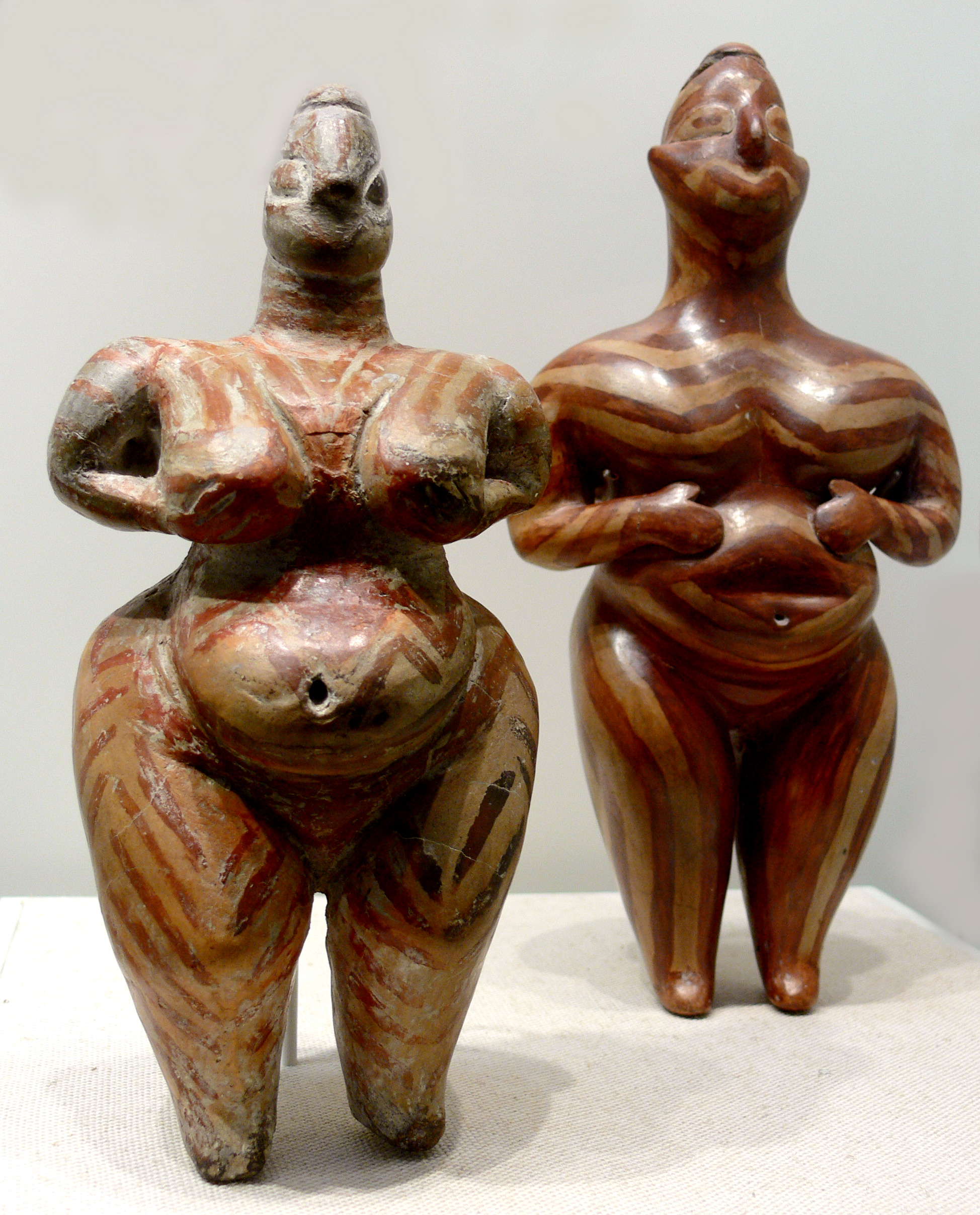
Женская керамическая статуэтка из Хаджилара

Анатолийский неолит занимает промежуточное положение между балканским и ближневосточным неолитом и связан с регионом Анатолия (азиатская часть Турции). 

## Хронология
Именно в Анатолии в 10 тысячелетии до н. э. был один из очагов неолитической революции, который сформировался на местной мезолитической основе (Бельбаши). Здесь появились первые поселения оседлых земледельцев, самым известным из которых был Чатал-Хююк (VIII тыс. до н. э.), а также Халлан-Чеми (X тыс. до н. э.), Ашиклы-Хююк (IX тыс. до н. э.) и Хаджилар (VIII тыс. до н. э.).
В V тыс. до н. э. наблюдается упадок анатолийского неолита: поселения оказываются заброшенными (Кумтепе—Троя 0). Не исключено, что на упадок анатолийского неолита повлияли катастрофические события VI тысячелетия до н. э. (Теория черноморского потопа, опустынивание Сахары)

## Материальная культура
Дома в поселениях были каменные, обмазанные штукатуркой и с плоской крышей (по типу сакли). Самыми распространенными домашними животными были козы и овцы. Из их шерсти изготавливалась пряжа. Из растений возделывалась пшеница и чечевица. Для обработки зерен использовали ступы и каменные зернотерки. Обсидиан использовался для изготовления наконечников копий и стрел, а также зеркал. Тростник служил материалом для корзин и циновок.

## Духовная культура
Среди неолитических земледельцев процветал культ Великой Богини, которая в античные времена была известна, как Кибела и Артемида. Впрочем, женские образы представлены небольшими статуэтками. 

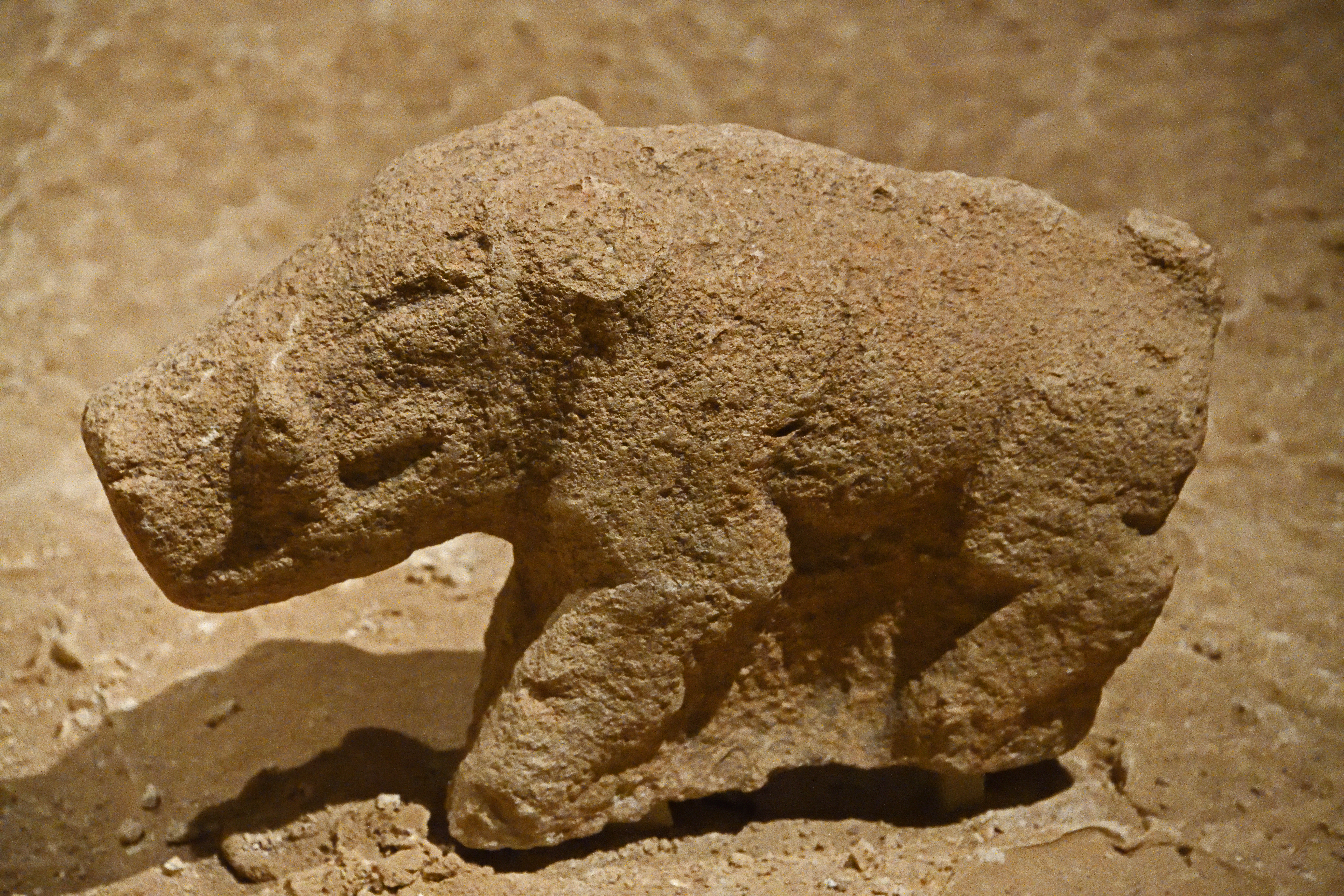
Фигурка кабана из Гёбекли-Тепе

Для совершения культовых мероприятий был возведен мегалитический комплекс Гёбекли-Тепе с 12 колоннами высотой до 6 метров. На камнях имелись барельефы животных (лиса, кабан, цапля), которые по предположениям учёных носили тотемный характер. Также присутствовали петроглифы в виде полумесяца, круга и буквы «Н». Существует версия, что анатолийские земледельцы практиковали человеческие жертвоприношения (Чайоню).

## Влияние на другие культуры
Генетические исследования позволяют сделать вывод, что экспансия анатолийского неолита дала толчок развитию неолита в Европе. Предки современных европейцев отчасти являются потомками анатолийских земледельцев. В частности, анатолийские корни имеет балканская Старчево-кришская культура (VII тыс. до н.э.) и более поздняя культура Винча (VI тыс. до н.э.). Также, как предполагается, потомки анатолийских земледельцев построили британские Скара-Брей (IV тыс. до н.э.) и Стоунхендж (III тыс. до н.э.). Анатолийский исток имела минойская цивилизация. 
Влияние анатолийского неолита прослеживается на Месопотамию (через халафскую  культуру VI тыс. до н.э.), а также на Закавказье — через куро-аракский неолит

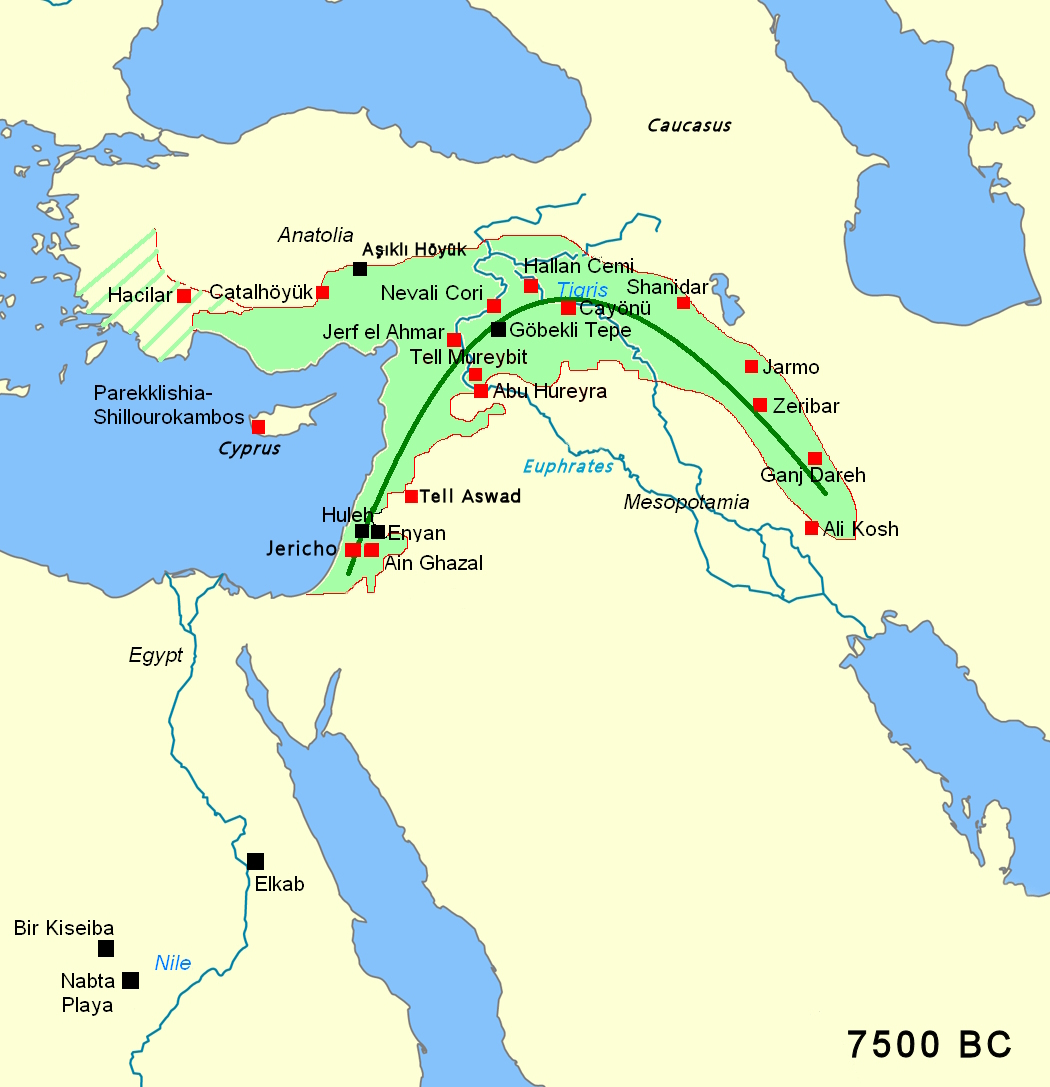
Расположение археологических находок

## Палеогенетика
В 2012 году популяционные генетики предполагали по современному распространению гаплогрупп, что генетической основой анатолийского неолита была предположительно гаплогруппы J2 и G. Исследователи полагают, что генетический портрет анатолийских земледельцев в большей мере сохранили жители современной Сардинии, нежели современной Турции. Также первые поселенцы Крита имеют анатолийское происхождение. К 2022 году у неолитических обитателей Анатолии определили Y-хромосомные гаплогруппы C, G2 и CT, C1a-CTS11043, G, J2a1a-F4326.

## Антропология
Анатолийские земледельцы принадлежали средиземноморской расе.

## Язык
Относительно языка носителей анатолийского неолита у исследователей существуют разные точки зрения. Одни выдвигают анатолийскую гипотезу об анатолийской прародине индоевропейских языков, которая противостоит курганной гипотезе.
Другие полагают, что индоевропейцы пришли в Анатолию лишь в Бронзовом веке (хетты, фригийцы), тогда как до них здесь жили хурриты, чей язык имеет гипотетическое родство с кавказскими языками. Существует версия, что языки и их диалекты Кавказа занесены из Анатолии, племенами хатти и хурритов («прахатто-хурриты») — носителями раннеземледельческой анатолийской культуры